# Бейнс, Люк
Люк Бэйнс (англ. Luke Baines, род. 8 июня 1990) — австралийский актёр английского происхождения, наиболее известный ролью серийного убийцы в финальном фильме Уэса Крэйвена «Девушка на фотографиях».

## Биография

### Ранняя жизнь
Родился в Хайде, Большой Манчестер, в Соединённом Королевстве. Вырос Бэйнс в Австралии, в прибрежном пригороде Сиднея Кроннуле. В возрасте пяти лет он начал брать уроки актёрского мастерства.
Бэйнс посещал колледж исполнительных искусств Макдональда в Северном Стратфилде, в штате Новый Южный Уэльс, где он изучал драму, музыку и танцы.
В июне 2022 года, во время всемирного месяца ЛГБТ-культуры Pride Month, совершил каминг-аут, сообщив, что в настоящее время состоит в отношениях с мужчиной, в то время как ранее у него также были отношения и с женским полом.

### Карьера
В 2008 году Бэйнс принимал участие в прослушивании 6-месячного общенационального кастингового поиска для рок-мюзикла, производства West End Spring Awakening. В ноябре того же года он выступил в лирическом театре в роли Хансена.
Наибольшую известность ему принесла роль серийного убийцы в финальном фильме Уэса Крэйвена «Девушка на фотографиях» (2016), премьера которого состоялась в Midnight Madness на Международном кинофестивале в Торонто в 2015 году. Его игра была высоко оценена СМИ, в особенности такими, как The Wrap, The Line Up и Press Pass LA, которые выделили его как восходящую звезду.
Бэйнс также появился в фильмах «Одержимость Майкла Кинга» и «Спасти мистера Бэнкса».
В 2013 году Бэйнс снялся в фильме Ричарда Целникера «As Night Comes» (первоначально он назывался «Mischief Night»). Фильм повествует о беспокойном 17-летнем Шоне Холлоуэе (Майко Оливье), который попадает в группу подростков-изгоев, называемых «неудачниками», чей харизматичный и неблагополучный лидер Рики Гладстон (Бэйнс) берет его под свое крыло.
Бэйнс также появляется в фильме Марка Веббера и Терезы Палмер «С тех пор», вместе с такими звездами, как Мелисса Лео, Фиби Тонкин и Тахина Тоцци. Он был снят в Лос-Анджелесе и Нью-Йорке в июле-августе 2013 года.
Следующими его проектами становятся фильм «Фестиваль страха» с Диланом Уолшем и шоу Дэвида Финчера от HBO «Living on Video». В 2016 году Deadline объявили, что Люк присоединится к Эндрю Гарфилду и Райли Кио в фильме Дэвида Роберта Митчелла «Под Сильвер-Лэйк».
Его основные работы включают в себя мюзикл Spring Awakening, мюзикл Footloose и «Приключения Алисы в Стране Чудес». В качестве модели он появлялся в рекламах и статьях для American Eagle, American Rag, Roark Collective и Chapter.

## Работы

### Фильмография
| Год  | Русское название          | Оригинальное название          | Роль          |
| ---- | ------------------------- | ------------------------------ | ------------- |
| 2013 | Спасти мистера Бэнкса     | Saving Mr. Banks               | Официант      |
| 2014 | Когда наступает ночь      | As Night Comes                 | Рики Гладстон |
| 2014 | Одержимость Майкла Кинга  | The Possession of Michael King | Элиас         |
| 2014 | С тех пор                 | The Ever After                 | Люк           |
| 2015 | Девушка на фотографиях    | The Girl In The Photographs    | Том           |
| 2017 | Фестиваль страха          | Fright Fest                    | Мэйсон        |
| 2018 | Под Сильвер-Лэйк          | Under the Silver Lake          | Иисус         |
| 2021 | Фильм ужасов без названия | Untitled Horror Movie          | Деклан        |
| 2022 | Бункер                    | Bunker                         | Курт          |

### Телевидение
| Год  | Русское название    | Оригинальное название | Роль                 | Примечания                                                 |
| ---- | ------------------- | --------------------- | -------------------- | ---------------------------------------------------------- |
| 2004 |                     | The Cooks             | Школьник             |                                                            |
| 2016 |                     | Living on Video       | Дэвид Боуи           |                                                            |
| 2019 | Сумеречные охотники | Shadowhunters         | Джонатан Моргенштерн | Номинация — Teen Choice Award for Choice TV Villain (2019) |
| 2020 | Агенты «Щ.И.Т.»     | Agents of S.H.I.E.L.D | Люк                  | 1 серия                                                    |
| 2021 | Нэнси Дрю           | Nancy Drew            | Марк                 | 2 сезон 2 серия «Воссоединение потерянных душ»             |